# Basilika San Bellino

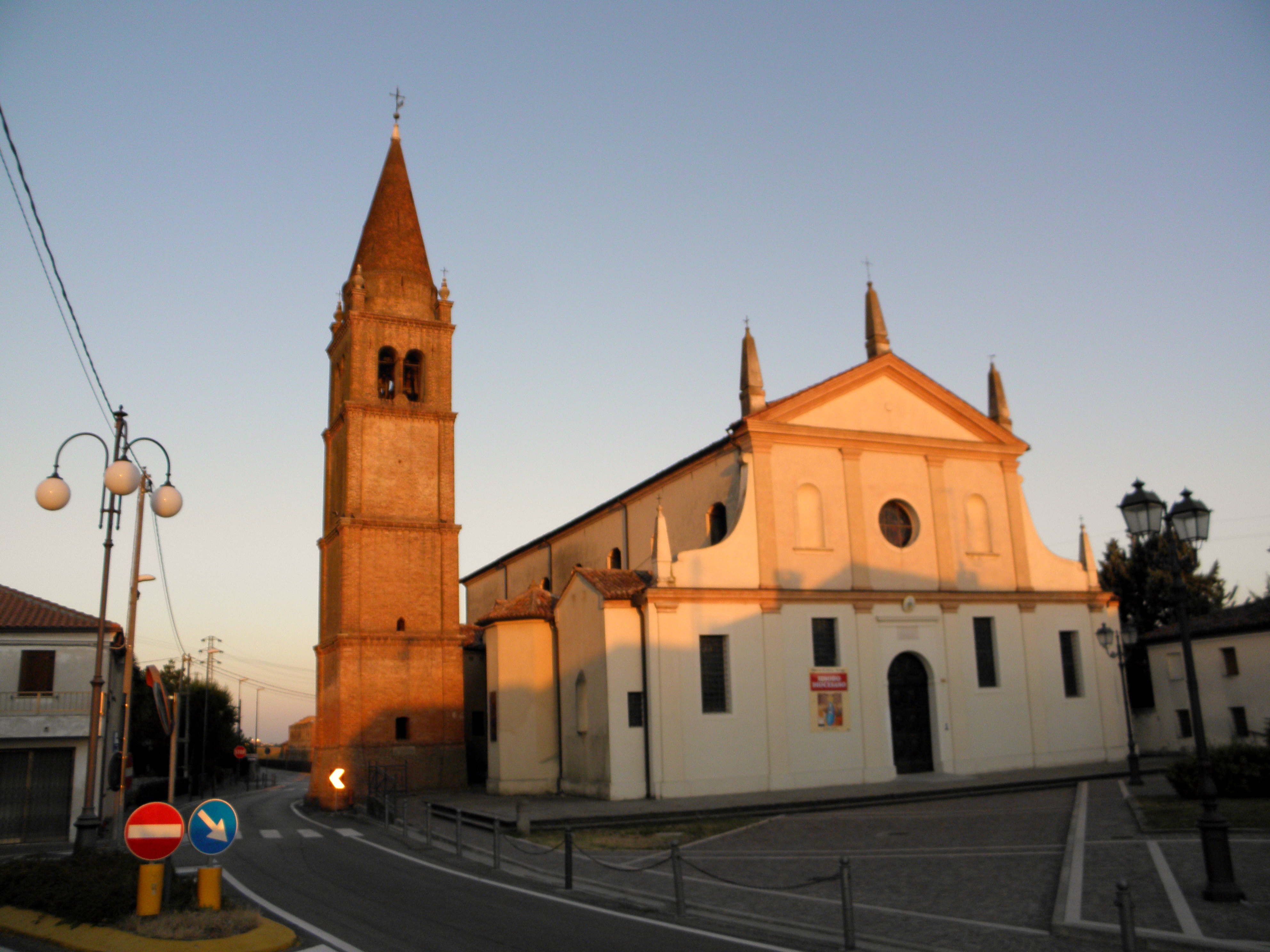
Basilika San Bellino

Die Basilika San Bellino ist eine römisch-katholische Kirche der gleichnamigen Gemeinde in Venetien, Italien. Die Pfarrkirche des Bistums Adria-Rovigo ist dem Märtyrer Bellino Bertaldi, Bischof von Padua, gewidmet und trägt den Titel einer Basilica minor. Die anstelle einer Vorgängerkirche errichtete barocke Basilika stammt aus dem 17. Jahrhundert.

## Geschichte
Zum Beginn der Stiftskirche San Martino di Variano im damaligen Maneggio gibt es nur wenige Überlieferungen. Nach der Ermordung des Bischofs von Padua, Bellino Bertaldi, vermutlich im Jahr 1147 durch die von der adligen Familie Capodivacca aus Padua entsandten Attentäter, wurde dieser erst in der Kirche San Giacomo di Lugarano beigesetzt. 30 Jahre nach deren Zerstörung durch eine Überschwemmung wurde er nach San Martino umgebettet. Diese Kirche wurde dann um 1276 zur Verehrung des Heiligen in San Bellino umgewidmet, der auch zum Schutzpatron des Bistums Adria erklärt wurde. Ebenso wurde der Ort umbenannt.
Im Jahr 1647 errichtete die paduanische Familie Guarini die heutige Kirche. Der Campanile stammt von der Vorgängerkirche. 1774 erhob Papst Clemens XIII. die Kirche zur Basilica minor. Die Kirchweihe erfolgte erst am 25. November 1874 durch Bischof Emanuele Kaubeck.

## Beschreibung

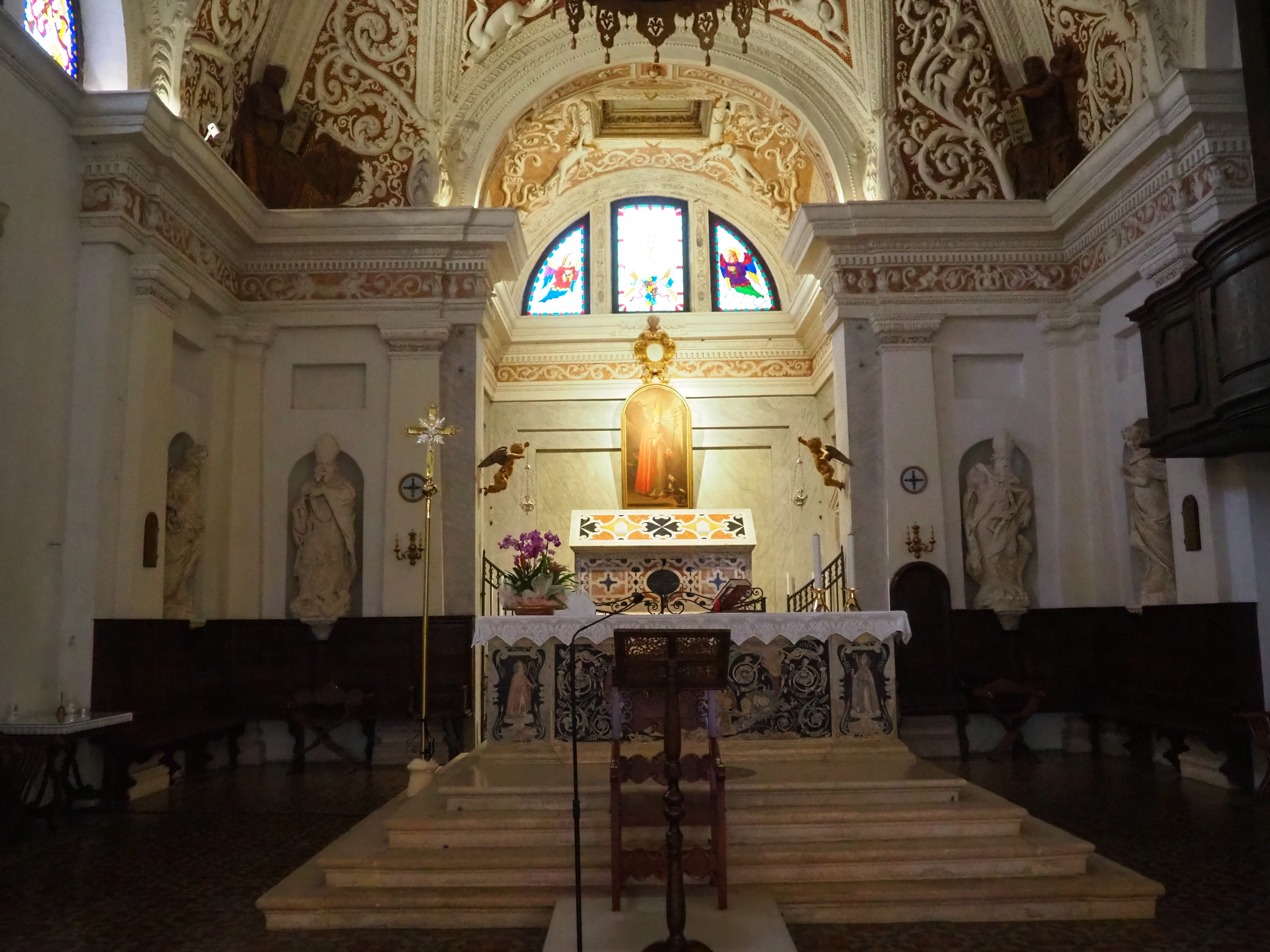
Innenraum

Die geostete, dreischiffige Basilika von San Bellino Vescovo steht mit ihrem kreuzförmigen Grundriss auf einem großen Kirchhof innerhalb des Dorfes. Die breite, gewundene Fassade besteht aus zwei Etagen, die durch ein profiliertes Gesims im Überhang getrennt sind. Die Fassade wird von dorischen Pilastern gegliedert, in deren Mitte sich ein Rundbogenportal mit einem darüber liegenden kleinen Rosettenfenster befindet, dieses einfasst von zwei Engelsstatuen. An den Seiten befinden rechteckige Fenster und Nischen, außen abgeschlossen von pyramidenförmigen Türmen auf Steinpfeilern. Dazwischen erhebt sich ein dreieckiger Giebel mit profiliertem Gesims. An den Seitenfronten öffnen sich Rundbogenfenster. Auf der Rückseite ist der Chor mit einem zentralen Thermenfenster ausgestattet. Der Glockenturm mit vier Etagen im spätromanischen Stil wurde Anfang des 16. Jahrhunderts aus Naturstein errichtet.
Die drei Kirchenschiffe sind durch sechs Rundbögen auf rechteckigen Pfeilern gegliedert, darüber läuft ein profiliertes, bemaltes Gesims entlang des Kirchenschiffs zum Chor, dessen Gewölbe einschließlich der Apsis ausgemalt ist. Das Hauptschiff wird von einem Spiegelgewölbe überspannt, während die kleineren, in Joche unterteilten Seitenschiffe von Kreuzgewölben überspannt werden. Der Chor ist durch ein Venezianisches Fenster auf dorischen Säulen abgegrenzt, über ihm öffnet sich eine Kuppel. Auf dem Altar werden heiligen Martin und Bellino dargestellt. Der mehrfarbige Marmorsarkophag mit den sterblichen Überresten des hl. Bellino von Padua befindet sich im Bereich der Apsis. Die drei Votivkapellen öffnen sich zu den Seitenschiffen mit Rundbögen.